# 西尾市立八ツ面小学校
西尾市立八ツ面小学校（にしおしりつ やつおもてしょうがっこう）は、愛知県西尾市八ツ面町にある公立小学校。2022年度（令和4年度）4月時点の学級数は21学級（うち特別支援学級4学級,5年のみ2学級）、児童数は約566人。職員数は33人。

## 地理
孤立峰の八ツ面山の北西麓に位置し、北1kmの場所を矢作川が流れている。名古屋鉄道西尾線桜町前駅から徒歩約16分。

## 歴史

### 沿革
1872年（明治5年）創立の戸ヶ崎郷学校と同年創立の八ツ面義校をルーツとしている。1906年（明治39年）9月15日には西尾町立第二尋常小学校として開校した。
1978年（昭和53年）には西尾市初の4階建校舎が建設され、1982年（昭和57年）には体育館が新築された。

### 年表
- 1872年（明治5年）10月 - 戸ヶ崎郷学校と八ツ面義校が創立。
- 1906年（明治39年）9月15日 - 西尾町立第二尋常小学校として開校。
- 1941年（昭和16年）4月1日 - 国民学校令の施行により、西尾町八ッ面国民学校に改称。
- 1947年（昭和22年）4月1日 - 西尾町立八ツ面小学校に改称。
- 1955年（昭和30年）4月1日 - 西尾市立八ツ面小学校に改称。

### 児童数の変遷
『愛知県小中学校誌』（2018年）によると、児童数の変遷は以下の通りである。
| 1947年（昭和22年） | 504人 |  |
| 1957年（昭和32年） | 610人 |  |
| 1967年（昭和42年） | 460人 |  |
| 1977年（昭和52年） | 848人 |  |
| 1987年（昭和62年） | 767人 |  |
| 1997年（平成9年）  | 609人 |  |
| 2007年（平成19年） | 655人 |  |
| 2017年（平成29年） | 580人 |  |